# 乌尔比·埃曼努埃尔森
乌尔比·埃曼努埃尔森（Urby Emanuelson，1986年6月16日—），是一名荷兰足球运动员，左边路的多面手，可以胜任几乎所有边路位置，以速度和盘带见长。其出自于阿贾克斯青訓，并長期效力于阿積士。2010-2011球季他以75万欧元的身价轉會至意甲班霸AC米蘭隊，簽約三年半。他曾经入选欧足联歐洲U-21足球錦標賽最佳阵容。

## 球會生涯
2013年1月31日，富勒姆從意甲AC米蘭借用艾曼紐臣至季尾。

## 外部連結
- 足球数据库：乌尔比·埃曼努埃尔森的球员统计数据